# تاريخ أستراليا
الأستراليون الأصليون (الأبورجين)أول من عاش في أستراليا، وقد جاءوها قبل 50,000 سنة من جنوب شرقي آسيا.
وعرف الصينيون ومن بعدهم الإندونيسيون شواطئ أستراليا الشمالية قبل أن يعرفها الأوروبيون. والاعتقاد السائد اليوم هو أن البرتغاليين أول من وصل إليها من الأوروبيين، ثم جاءها بعد ذلك المكتشفون الهولنديون في أوائل القرن السابع عشر الميلادي، ثم وصلت إليها حملة البحار البريطاني جيمس كوك حيث وصلت بالتحديد إلى شواطئها الشرقية، التي ألحقها كوك ببريطانيا، بعد أن أطلق عليها اسم نيوساوث ويلز. وكانت رحلة كوك أول رحلة أوروبية موثقة بالمعلومات عنها. ثم جاءتها السفن البريطانية حاملة السجناء المنفيين ليستقروا هناك في أواخر القرن الثامن عشر الميلادي. وأخيرًا وصل إليها المستوطنون الجدد من أقطار كثيرة، أوروبية وغير أوروبية. وكان قدومهم ملحوظًا خلال القرن التاسع عشر الميلادي. ولقدكان استقرار كل أولئك المهاجرين على حساب الأستراليين الأصليين ـ الأبورجين، والذين عانوا الكثير من نشاط هؤلاء القادمين، حتى إن بقاءهم أصبح في خطر واضحٍ.

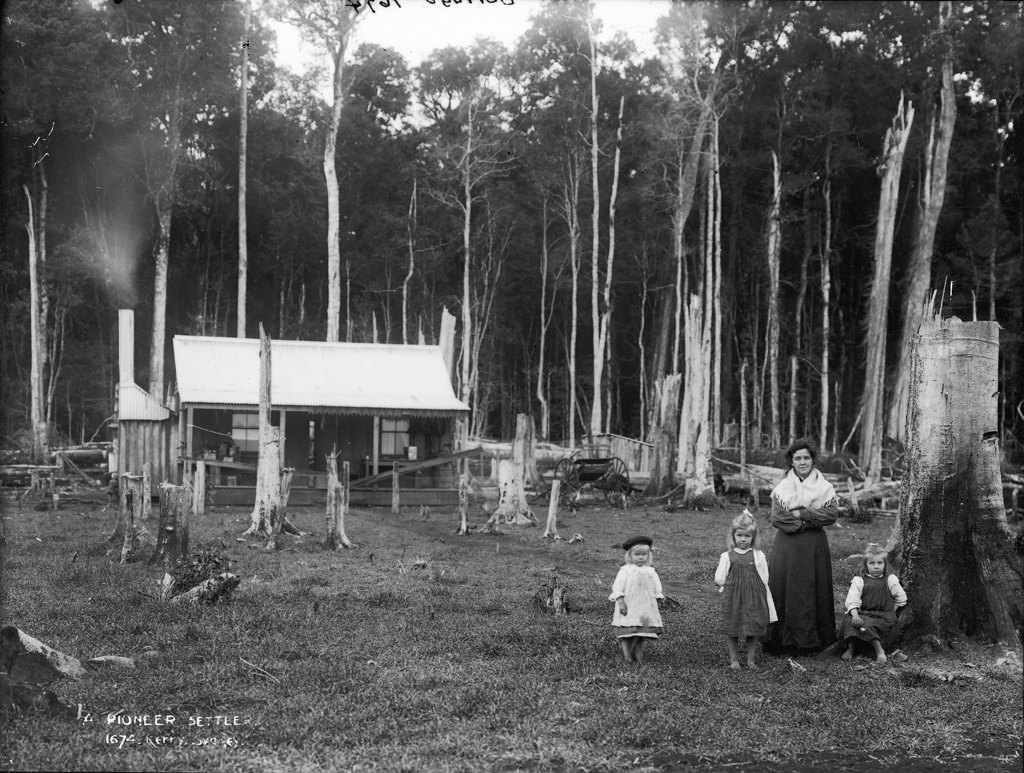
A pioneering settler family, circa 1900.

تلت هذه الحقبة من تاريخ أستراليا مرحلة استكشاف الأراضي الداخلية، والاستيلاء عليها بشتَّى الوسائل الشرعية وغيرها، وإنشاء المراعي، والعمل في تجارة الصوف، وازدهار تلك التجارة، حيث أصبحت أستراليا مصدرًا مهمًا للصوف، تمد به مصانع بريطانيا. ثم جاءت فترة اكتشف فيها الذهب في أستراليا، فكانت آثار ذلك الاكتشاف عظيمة، أهمها أنه أدى إلى نمو اقتصادي واضح، وساعد في إدخال الديمقراطية إلى المستعمرات الأسترالية فيما بعد. ثم تلا ذلك إنشاء الاتحاد الفيدرالي لتلك المستعمرات، وإعلانها بلدًا مستقلاً استقلالاً محدودًا عام 1901 م.
حاربت أستراليا في الحربين العالميتين الأولى والثانية ـ واستبسل جنودها في معارك جاليبولي وغيرها، وتأثرت كغيرها من البلاد بأزمة العشرينيات الاقتصادية. واتخذها الأمريـكيـون قاعـدة للهجـوم على اليابان في الحرب العالمية الثانية. وتأثر اقتصادها بالحرب؛ حيث بدأت حكوماتها المختلفة بعد تلك الحرب سياسة تهدف إلى تعمير البلاد، عن طريق الهجرة، وعن طريق خطط اقتصادية أخرى.

## أستراليا قبل الاستيطان الأوروبي
كان الأستراليون الأصليون (الأبورجين) أول قاطني أستراليا الذين جاءوها قبل 50,000 سنة على أقل تقدير. وكان هؤلاء قومًا رحلاً، عاشوا على الصيد، وعلى جمع الطعام من الأرض أثناء ترحالهم من مكان لآخر، ولم يكن لهم قانون يحكمهم أو رؤساء، وإنما كان اتخاذ القرارات بيد الرجال المسنين منهم، ذوي الخبرة والدراية. وعرفوا نوعًا من العبادات الوثنية. كانت أعدادهم عند وصول الأوروبيين لأستراليا نحو 300,000 نسمة، موزعين بين 500 مجموعة، سموها أحيانًا قبائل.
هناك دلائل تشير إلى أن كلاً من الهنود والصينيين، والإندونيسيين، كانوا على معرفة ودراية بقارة أستراليا قبل أن يعرفها الأوروبيون.

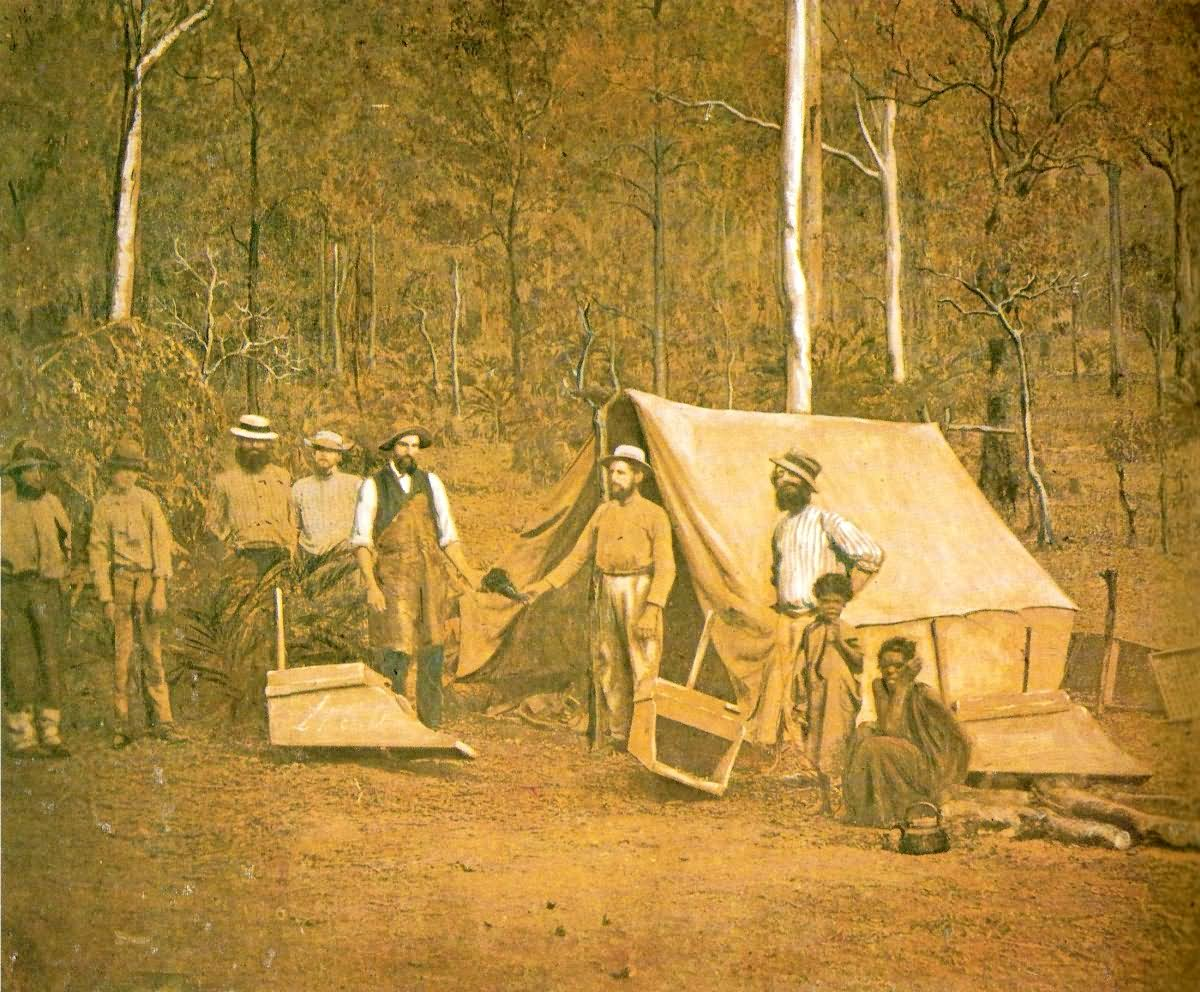
The discovery of ذهب in remote areas was followed by tradesmen.

وعلى الرغم من أن البرتغاليين كانوا أول من وصل إليها، إلا أن الهولنديين كانوا أول من سجل رؤيتهم لها. فعل ذلك وليم جانسز في نحو 1606 م، ثم تبعه بعض المكتشفين الأسبان، ولكن معرفة أوروبا بأستراليا ظلت مستقاة من الهولنديين؛ إذ إنهم رسموا خرائط لسواحلها الشمالية والغربية والجنوبية الغربية، ثم جاءت رحلة كوك في عام 1768 م، فأوضحت الكثير من معالم القارة الأسترالية، وأبانت أن كلاً من نيوزيلندا وغينيا الجديدة منفصلتان عنها.

## تأسيس أستراليا (1788 - 1850 م)
وصلت إلى أستراليا أول سفينة بريطانية تحمل سجناء منفيين في عام 1788 م وكانت تحت قيادة آرثر فيليب، الذي صار أول حاكم لمستعمرة نيوساوث ويلز التي أنشأها الكابتن كوك. وتتابع الحكام البريطانيون على تلك المستعمرة. وفي أثناء القرن التاسع عشر الميلادي أقيمت أربع مستعمرات جديدة في أستراليا هي: 1- فان ديمنزلاند (تسمانيا الآن) 1803 م 2- مستعمرة أستراليا الغربية في عام 1829 م 3- مستعمرة أستراليا الجنوبية في عام 1836 م 4- مستعمرة فكتوريا في عام 1850 م.

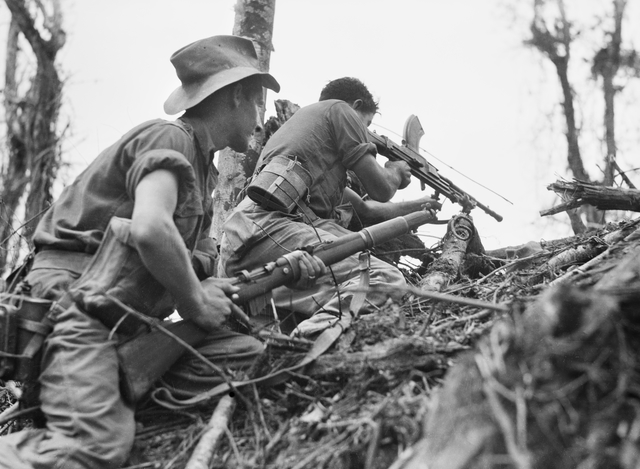
An Australian light machine gun team in action near Wewak in June 1945

ونتج عن ذلك تدفق المستوطنين الأحرار من غير السجناء المنفيين على أستراليا، وتقلص إرسال أولئك السجناء إليها، وتلا ذلك عملية اكتشاف داخلها، فاكتُشِف الجزء الشمالي الشرقي منها، وتزايد عدد المستوطنين الأوروبيين، وأرقام السكان، وانتشرت حركة الاستيطان إلى ما بعد الحدود المسموح بها، فتوطن بعض المستوطنين الأراضي الحكومية وغيرها دون حق قانوني، وركزوا على تربية الضأن؛ الأمر الذي أدى إلى ازدهار صناعة الصوف في الثلاثينيات من القرن التاسع عشر الميلادي، إذ كان الطلب عليه متزايدًا في بريطانيا، فأًصبح من صادرات المستعمرات الأسترالية الأساسية.
وكان أثر تلك الهجرة المتزايدة وَبَالاً على الأستراليين الأصليين الذين كادوا أن ينقرضوا من جَرّاء استيلاء المهاجرين عليهم وعلى أراضيهم.

### السُّجناء المنفيُّون
كانت الحكومة البريطانية مدفوعـة بعدة أسباب لترحيل السجناء المنفيين إلى أستراليا؛ فأستراليا بلد بعيد لا يمكن لأولئك السجناء الهرب منه، كما أنها كانت البديل لأمريكا، وربما كانت بريطانيا مدفوعة أيضًا بالعامل التجاري، وبهدف توسيع إمبراطوريتها، خاصة بعد فقدانها لمستعمراتها الأمريكية. وقد اتبع حكام أستراليا سياستين مختلفتين تجاه أولئك السجناء، وكان لكل سياسة أنصارها، وهما: سياسة إبقاء السجناء المنفيين قوة عاملة رخيصة، تعمل في المزارع والمراعي، وسياسة تحريرهم ومنحهم الأراضي، وجعلهم مواطنين محررين. لكن سرعان ما قامت معارضة قوية في بريطانيا، وفي المستعمرات لسياسة نفي السجناء هذه، واعتبرها الكثيرون بمثابة معاقبة الجريمة بجريمة أخرى، وتزايدت المعارضة لها حتى أوقفت هذه السياسة في 1850 م.

### حكم المستعمرة
خضعت المستعمرات الأسترالية لنظام حكم واحد؛ إذ كان يحكم كل مستعمرة حاكم مسؤول أمام السلطات في بريطانيا. وبحلول عام 1823 م منحت المستعمرات حكمًا ذاتيًا محدودًا؛ فكان لكل مستعمرة مجلس تشريعي يعينه الحاكم، ويقوم بمهمة استشارية فقط، وكانت هذه بداية التطور نحو الحكم الذاتي الكامل، خاصة عندما أيقن الجميع أن أستراليا بلد كسائر البلاد، وليست سجنًا فقط، فأنشئت مجالس تشريعية ذات سلطات محدودة وذات صلاحيات في الأمور الداخلية فقط. أمّا الشؤون الخارجية والدفاع والاقتصاد فهي خارجة عن اختصاصها. وكان محتمًا على الحكومة حماية الأستراليين الأصليين (الأبورجين) ولكنها لم تهتم بذلك، وإنما كانت تنظر إليهم نـظرة عصبية متعالية، وترى أنهم أقل مقامًا من المستوطنين البيض، وأنه لا حق لهم في الأراضي. كما كانت نظرة المستوطنين لهم هي نظرة الحكومة نفسها؛ فقد تجاهلوا وجودهم في مواطن الأراضي الرعوية التي استولوا عليها، بل إنهم كانوا يحاولون القضاء عليهم. فقد ثبت أنهم كانوا يوزعون عليهم الدقيق المسموم، والأطعمة المسمومة بهدف التخلص منهم، وذهبوا إلى أبعد من ذلك عندما أقاموا لهم الكمائن لأسرهم وقتلهم.
وقـد دعت كل هذه السياسات الأستراليين الأصليين إلى مقـاومـة أولئـك المستوطنين والمهـاجرين الأوروبيين، واعتبروهم غــزاة دخــلاء ومغتصبـين لأراضيهم، ولكنها كانت مقاومة قصيرة وغير متكافئة، فسرعان ما أُنْهِيَتْ.
واستمرت الحكومة والمستوطنون في سياستهم الجائرة نحو أولئك السكان وكانوا أحيانًا يقبضون عليهم، ويرحِّلونهم إلى أماكن وجزر بعيدة. حدث ذلك في تسمانيا، حيث رُحل أهلها ووُطِّنوا في جزيرة فلندرز، فكانوا عرضة للأمراض التي أتى بها أولئك الأوروبيون والتي كانت مقاومتهم لها ضعيفة، ففتكت بهم، إلى الحد الذي كاد يؤدي إلى انقراضهم. كما كانوا في أحيان أخرى يُحصرون ويُصفون في مستوطنات لم يتعودوا على جوها وبيئتها، فماتوا من المرض، وسوء التغذية، وإدمان الخمور. وقد أدّى كل ذلك إلى خطر انقراض الأستراليين الأصليين، ويقال إنهم انقرضوا في بعض الأماكن.

## نـحـو بـنـاء أمَّـة (1850-1901 م)
حدث في الفترة من 1850 - 1901 م تحول واضح في المجتمع الأسترالي، وكذلك في الاقتصاد والسياسة الأسترالية؛ فقد شهدت الفترة ظهور الشعور القومي بين الأستراليين والذي كان يتجه نحو إحداث الوحدة القومية والسياسية المتمثلة في العمل على إيجاد اتحاد فيدرالي بين المستعمرات الأسترالية. كما شهدت الفترة ظهور التكتُّلات العمالية والنقابية، وكذلك شهدت بفضل اكتشاف الذهب زيادة هائلة في السكان؛ فقد زادوا خلال عشر سنوات من 400,000 نسمة إلى 1,144,000 نسمة في 1861 م وكان نحو نصف هذا العدد يعيش في مستعمرة فكتوريا، التي اكتشف فيها الذهب.

### الحكم الذاتي
تَمّ في هذه الفترة تطوُّر واضح في أنظمة حكم المستعمرات؛ إذ أقيم في عام 1855 م برلمان في مستعمرة فكتوريا. وفي العام التالي امتدت التجربة إلى باقي المستعمـرات. وكان البرلمــان مكونًا من مجلسين، المجلـس الأدنى، وهـو منتخب من كــل الذكــور البالغـين، والمجلس الأعلى، وهـو الـذي يتم تعيينــه من قبل الحاكم في بعض المستعمرات، وينتخبه الأغنياء في بعضها الآخر.
قوانين الأراضي ونشوء المدن. بالإضافة إلى ذلك، فقد قامت الحكومة بإصدار العديد من القوانين الإصلاحية. كانت في معظمها قوانين خاصة بالأراضي، كما بدأت بعض المدن في الظهور، كانت أُولاها سيدني التي أسست في عام 1788 م، وتبعتها أخرى ات لعل أهمها مدينة ملبورن التي ازدهرت بفضل اكتشاف الذهب.

### التعليم
كذلك بدأت الحكومة والمؤسسات الأخرى ـ دينية وغيرها ـ تهتم بأمر التعليم. وكانت مسألة التعليم الديني وغير الديني (العلماني)، تثير نقاشًا حادًا في المستعمرات؛ فاهتمت الحكومة بإنشاء مدارس للتعليم العلماني، في حين أن بعض الكنائس الكاثوليكية بدأت توسّع وتزيد من مدارسها، والتي كانت تهتم بالطبع بالتعليم الديني.

### الزراعة
تطوّرت الزراعة بقطاعاتها المختلفة، بعد عام 1860 م، وقطاع الرعي، وقطاع زراعة المحاصيل، فزرع القمح بكميات هائلة، ثم تواردت على أستراليا الاستثمارات من بريطانيا، فكانت الفترة بين 1860 - 1890 م فترة ازدهار اقتصادي، ازدهرت فيها صناعات المواد الغذائية، ومواد البناء، والجلود، والأخشاب، وصناعة النسيج والملابس.

### النمو الاقتصادي والمواصلات
كذلك طرأ تحسُّن وتوسُّع في سبل المواصلات البرية والحديدية وانفتحت بذلك آفاق جديدة للاستيطان، وتيسّر أمر نقل المحاصيل، كالقمح مثلاً. ولكن كل هذا النمو الاقتصادي توقَّف في العقد الأخير من القرن التاسع عشر الميلادي، وحل محله ركود اقتصادي أثّر على الزراعة والصناعة، والنظام المصرفي وغير ذلك، فتفشَّت البطالة وساءت أحوال العمال والعمل، الأمر الذي أدى إلى ظهور الحركات العمّالية. وإلى قيام إضرابات عام 1890 م الشهيرة، التي كانت تطالب بتحسين ظروف العمل والأجور... إلخ.

## القومية

### الشعــور القـومي
ظلَّت كــل مستعمـرة حتى فترة الثمانينيـات من القـرن التاسـع عشر الميلادي حريصة ومتمسكة باستقلالها. ولكن تُحسُّن سبل الاتصال ساعد على ربط المستعمرات بعضها ببعض، بحيث بــدأ سكانهـا يُحِسُّون بقوميتهم وأنهم أستراليون قبل كل شيء، غير تابعين لبريطانيا وطنهم الأول. وانعكس هـذا الإحســاس القومي في المطالبة بإيجاد نـوع من الفيدراليــة بين المستعمرات، وتطور هذا الشعور تطورًا غير مستحب؛ عندما ظهرت حركة المطالبــة بإقامـة أسترالـيا البيضـاء. انظر: سياسة أستراليا البيضاء، وهي السياسة التي ستكون وقفًا على نوع معين من السكان البيض.
وتمثل هذا الشعور القومي في الفنون والآداب، فأصبح الكُتَّاب والفنانون أستراليين معنىً ومغزًى، مثل الكاتب هنري لوسون ومايلز فرانكلين وبانجو باترسون وستيل ريد الذين كانت أعمالهم أسترالية خالصة موضوعًا ولغة. لكن الأستراليين لم يتخلصوا من شعورهم بالانتماء للإمبراطورية البريطانية. واستمر هذا الشعور المزدوج حتى القرن العشرين الميلادي.

### الفيدرالية
بدأت الفوارق، والحواجز الجغرافية والاقتصادية بين المستعمرات تتلاشى، وبدأ الخطر الخارجي ـ خطر النشاط الألماني والفرنسي في المحيط الهادئ ـ يزيد من إحساسهم بالحاجة إلى التكتل لحماية أنفسهم. ونتج عن كل ذلك ظهور تيارين وسط الساسة الأستراليين؛ فكان هناك الموالون لبريطانيا الراغبون في توطيد العلاقة معها، كما كان هناك المنادون بالاتحاد وقطع كل علاقة مع بريطانيا.
في هذا الجو وفي 1880 م نادى باركس بإقامة اتحاد فيدرالي بين المستعمرات الأسترالية، خطوة أولى نحو الوحدة. وبدأت الاجتماعات تعقد لهذا الغرض، ولمناقشة دستور فيدرالي. وبعد جهود مضنية أزالت الخلافات بين المناطق، تم صَوْغ الدستور الفيدرالي وأجيز من قبل كل المقاطعات في 1900 م. وهو العام نفسه الذي رفع فيه الأمر للبرلمان البريطاني في يوليو 1900 م. وأثمرت كل هذه الجهود عن كومنولث أستراليا للوجود في اليوم الأول من يناير عام 1901 م.

## بناء أُمَّة (1901 - 1960 م)
اجتمع البرلمان الفيدرالي الأول في 1901 م وأجاز في اجتماعه ثلاث سياسات دائمة هي:
أستراليا البيضاء، التحكيم، القومية داخل إطار الإمبراطورية. كما ناقش أعضاء البرلمان السياسات الاقتصادية، واختلفوا حولها، أتكون سياسة تجارة واقتصاد حُرَّيْن أم سياسة حماية؟ وكان لكل رأي مناصروه. وقد شهد هذا البرلمان والنشاط الذي أعقبه ظهور نظام الحزبين في أستراليا.

### أُستراليا البيضاء
أجاز برلمان 1901 م قانون تحديد الهجرة، الذي منع عن أستراليا الهجرة الآسيوية، خاصة هجرة أهالي جزر المحيط الهادئ، وبذلك استطاعت الحكومة تحقيق مبدأ أستراليا البيضاء، وذهبت إلى أبعد من ذلك، عندما بدأت ترحِّل العمال الوافدين من جزر المحيط الهادئ إلى مواطنهم، وأخذت تشجِّع أصحاب المزارع لكي يستخدموا العمال البيض، وذلك بتقديم إعانة مالية لكل مزارع يلتزم بهذه السياسة. كما أصدرت الحكومة الفيدرالية قو انين جنسية صارمة، واهتم البرلمان بدور وسلطات محكمة التحكيم الفيدرالية، واختلف أعضاؤه حول مسألة إدخال الخدمة العسكرية الإجبارية للعمل فيما وراء البحار.

### السياسة الخارجية والدفاع
ظلت سياسة أستراليا الخارجية، رغم مظاهر الاستقلال، وقيام الأحزاب، والبرلمان، تحت هيمنة الحكومة البريطانية في لندن، والتي كانت تُصدر كل القرارات السياسية دون الرجوع إلى برلمان أستراليا، أو مشورة حكومتها. وقد بقيت هذه الهيمنة البريطانية بالرغم من عدم رضاء الأستراليين عنها. أما من حيث الدفاع فقد كانت أستراليا مستقلة نوعًا ما، وبخاصة حين صُرِفت أنظار بريطانيا نحو أوروبا. لذا كان هناك جيش أسترالي ولكنه كان صغير الحجم، يعتمد على التجنيد الإلزامي.

## أستراليا بين الحربين العالميتين(1918-1939 م)

### السياسة والمجتمع
ظهر بعد الحرب العالمية الأولى، وفي فترة العشرينيات من القرن العشرين حزبان جديدان في أستراليا، هما حزب الوطن، بقيادة إيرل بيج، والحزب القومي. وكذلك ظهر الحزب الشيوعي ولكن كان حزبًا صغيرًا غير ذي بال. وكان على الحكومة آنذاك الاهتمام بأمر الجنود العائدين من ميادين الحرب، وذلك بمنحهم ضمانات اجتماعية، ومساعدتهم على الاستقرار بكفالة سبل العيش لهم، وإعادتهم إلى كنف الحياة المستقرة.
وكان عليها إلى جانب ذلك معالجة وباء الإنفلونزا الذي تفشى في البلاد، وأحدث ضحايا فاقوا ضحايا الحرب، وكذلك كان على الحكومة معالجة أمر الهجرة، فقد دخل البلاد بين عامي 1921 - 1930 م نحو 300,000 مهاجر، معظمهم من بريطانيا، فضلتهم الحكومة على غيرهم من المهاجرين، وعملت على مساعدتهم على الاستقرار والعمل في الأراضي الزراعية والرعوية.

### الاقتصاد
بدأ الاقتصاد الأسترالي في النمو في أعقاب الحرب العالمية الأولى، وكانت سياسة الدولة الاقتصادية تقوم على ثلاثة أسس هي: 1- اليد العاملة، 2- رأس المال، 3- الأسواق، بالإضافة إلى توفير الحماية للصناعة والزراعة، والعمل على دعمهما. ولكن الوضع الاقتصادي في نهاية العشرينيات من القرن العشرين الميلادي بدأ في الركود مرة أخرى، وتأثر الاقتصاد بالأزمة الاقتصادية العالمية عام 1929 م، فزادت البطالة، وانخفضت أسعار المنتجات الزراعية، وكذلك الحال في المجال الصناعي، ولم تَسْتَعِد البلاد قوتها إلا في عام 1933 م.

## الـحــرب العـالمـية الثانـية (1939-1945 م) وما بعدها
حاربت القوات الأسترالية إلى جانب الحلفاء في الحرب العالمية الثانية؛ في معارك شمالي أفريقيا 1941 م، والجبهة اليونانية. ولكن بدخول اليابان الحرب ازداد قلق الساسة الأستراليين، وخوفهم على بلادهم؛ فعملوا على إعادة بعض القوات الأسترالية من الجبهة لحراسة البلاد من الخطر الياباني. والواقع أن اليابان لم تكن تَوَدُّ محاربة أستراليا، وإنما كانت خطتها هي عزل أستراليا أكثر من غزوها. وقد استطاعت أستراليا بمساعدة الولايات المتحدة التي جعلت من أستراليا قاعدة للهجوم على اليابان رَدَّ الخطر الياباني.
وبحلول عام 1945 م كانت أستراليا قد شهدت تغيُّرات عدة. فقد ازدهرت صناعاتها بسبب الحرب، واستمر ذلك الازدهار لمدة عشرين عامًا. وتحسنت أوضاع النساء اجتماعيًا واقتصاديًا وسياسيًا، وبدأ عدد السكان في الازدياد، بسبب تزايد الهجرة. ونسبة الولادة بين الأستراليين، فقد وصل أستراليا في الفترة 1947 - 1960 م حوالي 853,953 مهاجرًا، وكان أثرهم عظيمًا عليها وعلى نموها الاقتصادي؛ حيث استمرت الحكومة في سياسة إعادة البناء، والتوسع الزراعي والصناعي، وكذلك كانت الحكومة تهتم في هذه الفترة اهتمامًا بالغًا بالخطر الشيوعي ـ خاصة أيام اشتداد الحرب الباردة ـ وتعمل للنفوذ الشيوعي ألف حساب، فتخشى من الحزب الشيوعي الأسترالي، وتبالغ في أهميته ودوره، وتهتم بالنقابات، وإبعاد الأثر الشيوعي عنها، وهكذا بدأت أستراليا تحس في أوائل الأربعينيات من القرن العشرين الميلادي بضرورة الخروج من عزلتها، وبإحساسها بالعالم من حولها، خاصة العالم الآسيوي. وبالعمل على استقلال سياستها الخارجية.
وقد عملت حكومة كيرتن في 1941 م على تحقيق كل تلك المبادئ، ولكن خوفها من الشيوعية جعلها تعتمد أكثر فأكثر على سند الولايات المتحدة. ولعل تلك المخاوف هي التي دفعت بأستراليا للمشاركة بجنودها في الحرب الكورية، وبإرسالهم إلى الملايو، وقد ظلت الحكومات الأسترالية تتجاهل آسيا عامة، على الرغم من أن بعضها أقام علاقات تجارية وطيدة مع اليابان في فترة ما بعد الحرب.
كانت الخمسينيات والستينيات من القرن العشرين الميلادي فترة سلام ورخاء واستقرار سياسي في أستراليا. وقد ظلت الخدمات الصحية والتعليمية في توسّع مستمر، وازدهرت الآداب والفنون، وبدت فيها الذاتية الأسترالية واضحة جلية.

## أستراليا منذ 1960 م
كان تورط أستراليا في حرب فيتنام يقابل رخاء الستينيات ويلقي بظلاله عليه، وكان هذا التَّورُّط يلقى معارضة في الأوساط الشعبية، ويشير إلى أن الحكومة الائتلافية التي اختطت سياسة التورط تلك، قد فقدت صلتها بالجماهير، الأمر الذي أدى إلى سقوطها وفوز حزب العمال في عام 1972 م بعد فترة ثلاثة وعشرين عامًا قضاها في المعارضة. وتمكّن هذا الحزب من الحكم تحت قيادة زعيمه ويتلام غو حتى عام 1975 م، حيث أزيح عن الحكم، بسبب معارضة مجلس الشيوخ له، وبسبب المشاكل الاقتصادية التي واجهته والمتمثلة أساسًا في ارتفاع أسعار النفط. وقد استمرت هذه المشاكل وأدت إلى تعاقب الحكومات الائتلافية والعمالية على كرسي الحكم فترة السبعينيات والثمانينيات من القرن العشرين الميلادي.

### تغيرات اجتماعية
شهد المجتمع الأسترالي تحولات اجتماعية واضحة في هذه الفترة، انعكست في أزياء شبابه، وفي ثقافتهم، وفي نسائه ومطالبتهن بالأجر العادل، وكذلك في صحوة السكان الأصليين كذلك ومطالبتهم بالأجر العادل، وبحقهم في التصويت، الأمر الذي أدَّى إلى شعور الناس بهم لأول مرة. وقد كانت هناك أسباب عدة لتلك التحوُّلات والتغيُّرات الاجتماعية اهمها:1- التقنية، 2- حرب فيتنام. فالتقنية أنهت عزلة البلاد، وربطتها بما كان يجري في العالم من آراء واتجاهات ومشاكل، والحرب الفيتنامية جعلت الكثير من الأستراليين يتساءلون عن جدوى الحرب، وعن مجتمعهم ككل، ويدركون أن خوفهم من الشيوعية، وسياستهم الموالية للسياسة الأمريكية، هي التي أدخلتهم حرب فيتنام، وهي حرب لا مصلحة لهم فيها، ولا غرو إذ بدأت المعارضة لتلك الحرب تزداد بعد عام 1966م؛ فبدأت حركة الرفض في أوساط الشباب للتجنيد والاشتراك في الحرب، وتفاقمت المظاهرات والاحتجاجات في عامي 1970و1971م وبدأ بعضهم يتساءل عن جدوى التحالف مع أمريكا.

### حرب فيتنام
كانت حرب فيتنام إحدى المسائل المهمة في انتخابات عام 1972 م، وكذلك كان دور البناء والتعليم موضوعين آخرين في تلك الانتخابات، التي فازت فيها حكومة ويتلام العمالية. فقامت في أيامها الأولى بإنهاء التجنيد الإلزامي (الإجباري)، وبسحب الجنود من فيتنام، والاعتراف بالصين الشعبية. كما قامت في المجال الخارجي بإنشاء علاقات اقتصادية وثقافية مع دول آسيا البيضاء، وبدأت إصلاحات داخلية في التعليم، واهتمت بحقوق الأستراليين الأصليين ومنحت النساء حقهن في الأجر العادل. ولكن معارضة مجلس الشيوخ لتلك الحكومة، وعدم خبرة وزرائها، وبعض المشاكل الاقتصادية أدّت إلى سقوطها؛ وذلك عندما أدت معارضة الشيوخ لسياستها إلى حل المجلسين: النواب والشيوخ، وإجراء انتخابات جديدة، أتت بحكومة ائتلافية تحت زعامة فريزر، تابعت سياسات سابقتها، ولكن المشاكل الاقتصادية والركود الاقتصادي، ومشاكلها مع النقابات، وتَفَشِّي البطالة، كانت كلها تحد من فاعليتها.
شهدت فترة الثمانينيات مجيء حكومة العمال بقيادة زعيم الحزب بوب هوك وقد اتّسمت سياستها بالمحافظة؛ فحاولت إنعاش الاقتصاد، وذلك عن طريق تعويم الدولار الأسترالي، وتخفيض قيمة الفائدة، وتحديد الأجور، وإصلاح النظام المصرفي، ولكن الأمور الاقتصادية ازدادت سوءًا باستمرار تدهور الدولار الأسترالي، وتزايد عجز الميزان التجاري، كذلك شهدت هذه الفترة زيادة مطردة في أعداد المهاجرين القادمين من جنوبي أوروبا وآسيا، وإن بقي معظم المهاجرين من إنجلترا، كما أن الولايات المتحدة الأمريكية صارت هي الشريك التجاري الأقوى لأستراليا بدلاً من أوروبا، وكذلك ازدادت التجارة مع اليابان بصفة ملحوظة. ورغم كل ذلك بقيت أستراليا دولة أوروبية في محيط جغرافي آسيوي أطلسي، كما أنها ظلت مدركة لموقعها الجغرافي أكثر من ذي قبل، وبدأت تحاول إيجاد دور مستقل لها في المحيط العالمي. وفي الانتخابات التي أجريت في أعوام 1996 م و1998 م و 2001 م، فاز الائتلاف المكون من الحزب الوطني والحزب الليبرالي وأصبح جون هوارد زعيم الحزب الليبرالي رئيسًا للوزراء. دعا كثير من الأستراليين خلال تسعينيات القرن الماضي إلى ضرورة تحول بلادهم من تبعية التاج البريطاني إلى النظام الجمهوري الرئاسي. وفي عام 1998 م، صدر مرسوم دستوري قضى بتحول أستراليا إلى جمهورية بحلول الأول من يناير 2001 م.وفي عام 1999 م، تم إجراء استفتاء شعبي للموافقة على صيغة المرسوم إلا أن الشعب الأسترالي اختار ان تكون بلادهم تابعة للتاج البريطاني.

## اقرأ أيضا
- الأزمة الدستورية في أستراليا 1975
- صناعة كارتا

## وصلات خارجية
- Australia: The Official History, by Professor John Hirst, February 2008, The Monthly
- History of the Australian nation - State Library of NSW
- The Australian History page at Project Gutenberg of Australia
- Bush Poetry a source of Australian History نسخة محفوظة 13 يناير 2008 على موقع واي باك مشين.
- "Some Inspirational (Australian) People" Profiled by لورنس موير.
- From Terra Australis to Australia, State Liberty of New South Wales
- European discovery and the colonisation of Australia - Australian Government
- Smyth، Dacre. "Immigrant Ships to Australia". مؤرشف من الأصل في 2017-02-02.